# Élections législatives de 1968 dans le Territoire de Belfort
Les élections législatives françaises de 1968 se déroulent les 23 et 30 juin 1968. Dans le département du Territoire de Belfort, deux députés sont à élire dans le cadre de deux circonscriptions.

## Élus
| Circonscription | Député sortant         | Parti | Parti      | Député élu ou réélu | Parti | Parti |
| --------------- | ---------------------- | ----- | ---------- | ------------------- | ----- | ----- |
| 1re             | Michel Dreyfus-Schmidt |       | FGDS (CIR) | André Tisserand     |       | UDR   |
| 2e              | Jean-Marie Bailly      |       | UDR        | Jean-Marie Bailly   |       | UDR   |

## Résultats

### Résultats à l'échelle du département
| Parti          | Parti                                           | Premier tour | Premier tour | Second tour | Second tour | Sièges |
| Parti          | Parti                                           | Voix         | %            | Voix        | %           | Sièges |
| -------------- | ----------------------------------------------- | ------------ | ------------ | ----------- | ----------- | ------ |
|                | Union pour la défense de la République          | 23 211       | 47,26        | 26 134      | 52,91       | 2      |
|                | Union des républicains de progrès               | 23 211       | 47,26        | 26 134      | 52,91       | 2      |
|                |                                                 |              |              |             |             |        |
|                | Convention des institutions républicaines       | 8 592        | 17,49        | 13 360      | 27,05       | 0      |
|                | Section française de l'Internationale ouvrière  | 6 585        | 13,41        | 9 900       | 20,04       | 0      |
|                | Fédération de la gauche démocrate et socialiste | 15 177       | 30,90        | 23 260      | 47,09       | 0      |
|                |                                                 |              |              |             |             |        |
|                | Parti communiste français                       | 5 249        | 10,69        |             |             | 0      |
|                | Progrès et démocratie moderne                   | 3 315        | 6,75         | 0           |             |        |
|                | Parti socialiste unifié                         | 2 162        | 4,40         | 0           |             |        |
|                |                                                 |              |              |             |             |        |
| Inscrits       | Inscrits                                        | 63 863       | 100,00       | 63 841      | 100,00      | 2      |
| Abstentions    | Abstentions                                     | 13 986       | 21,9         | 13 064      | 20,46       |        |
| Votants        | Votants                                         | 49 877       | 78,1         | 50 777      | 79,54       |        |
| Blancs et nuls | Blancs et nuls                                  | 763          | 1,53         | 1 383       | 2,72        |        |
| Exprimés       | Exprimés                                        | 49 114       | 98,47        | 49 394      | 97,28       |        |

### Résultats par circonscription

#### Première circonscription (Belfort)
| Candidat       | Candidat                       | Parti          | Premier tour | Premier tour | Second tour | Second tour |  |
| Candidat       | Candidat                       | Parti          | Voix         | %            | Voix        | %           |  |
| -------------- | ------------------------------ | -------------- | ------------ | ------------ | ----------- | ----------- |  |
|                | André Tisserand élu            | UDR (URP)      | 12 615       | 45,33        | 14 429      | 51,92       |  |
|                | Michel Dreyfus-Schmidt sortant | FGDS (CIR)     | 8 592        | 30,87        | 13 360      | 48,08       |  |
|                | André Guerrin                  | PCF            | 3 268        | 11,74        |             |             |  |
|                | Albert Paul                    | CD (PDM)       | 2 064        | 7,42         |             |             |  |
|                | Louis Bertrand                 | PSU            | 1 291        | 4,64         |             |             |  |
|                |                                |                |              |              |             |             |  |
| Inscrits       | Inscrits                       | Inscrits       | 37 038       | 100,00       | 37 019      | 100,00      |  |
| Abstentions    | Abstentions                    | Abstentions    | 8 729        | 23,57        | 8 221       | 22,21       |  |
| Votants        | Votants                        | Votants        | 28 309       | 76,43        | 28 798      | 77,79       |  |
| Blancs et nuls | Blancs et nuls                 | Blancs et nuls | 479          | 1,69         | 1 009       | 3,5         |  |
| Exprimés       | Exprimés                       | Exprimés       | 27 830       | 98,31        | 27 789      | 96,5        |  |

#### Deuxième circonscription (Delle)
| Candidat       | Candidat                        | Parti          | Premier tour | Premier tour | Second tour | Second tour |  |
| Candidat       | Candidat                        | Parti          | Voix         | %            | Voix        | %           |  |
| -------------- | ------------------------------- | -------------- | ------------ | ------------ | ----------- | ----------- |  |
|                | Jean-Marie Bailly sortant réélu | UDR (URP)      | 10 596       | 49,78        | 11 705      | 54,18       |  |
|                | Pierre Mougin                   | FGDS (SFIO)    | 6 585        | 30,94        | 9 900       | 45,82       |  |
|                | Robert Krauss                   | PCF            | 1 981        | 9,31         |             |             |  |
|                | Jacques Dillenseger             | CD (PDM)       | 1 251        | 5,88         |             |             |  |
|                | Robert Roudot                   | PSU            | 871          | 4,09         |             |             |  |
|                |                                 |                |              |              |             |             |  |
| Inscrits       | Inscrits                        | Inscrits       | 26 825       | 100,00       | 26 822      | 100,00      |  |
| Abstentions    | Abstentions                     | Abstentions    | 5 257        | 19,6         | 4 843       | 18,06       |  |
| Votants        | Votants                         | Votants        | 21 568       | 80,4         | 21 979      | 81,94       |  |
| Blancs et nuls | Blancs et nuls                  | Blancs et nuls | 284          | 1,32         | 374         | 1,7         |  |
| Exprimés       | Exprimés                        | Exprimés       | 21 284       | 98,68        | 21 605      | 98,3        |  |